# Miconia holosericea
Miconia holosericea là một loài thực vật có hoa trong họ Mua. Loài này được (L.) DC. mô tả khoa học đầu tiên năm 1828.

## Hình ảnh

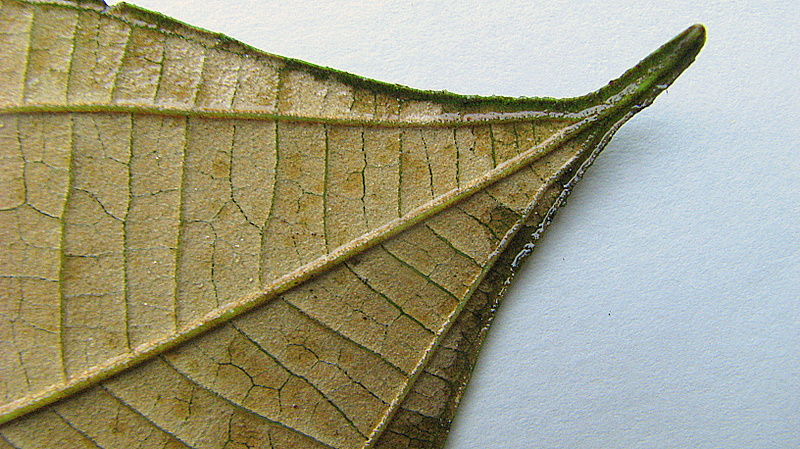
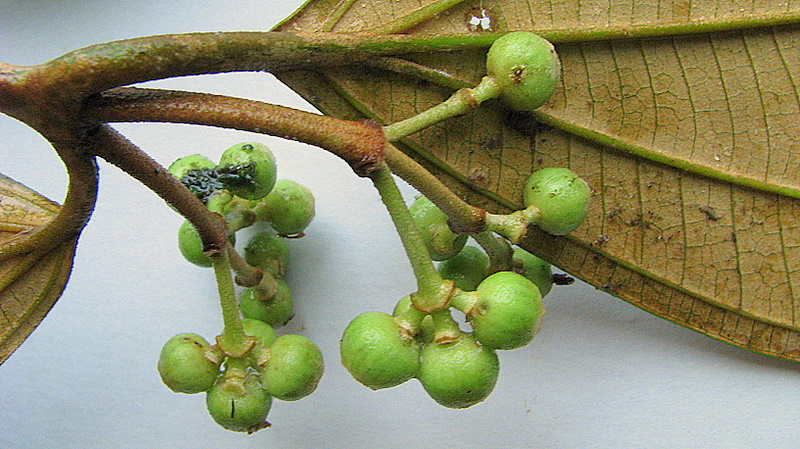
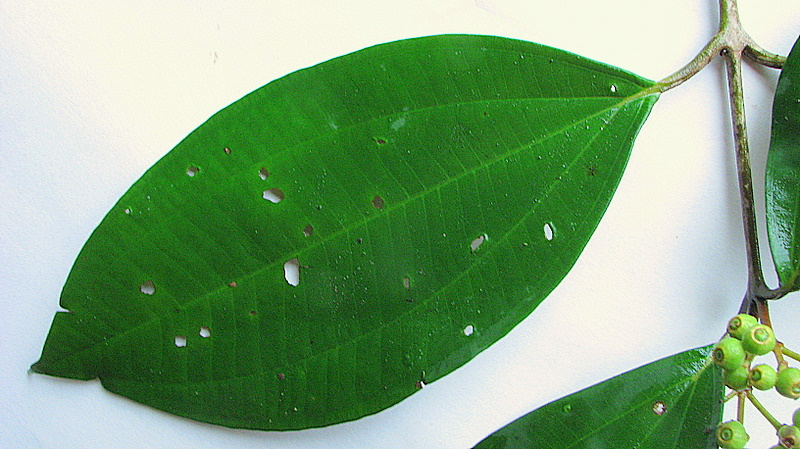
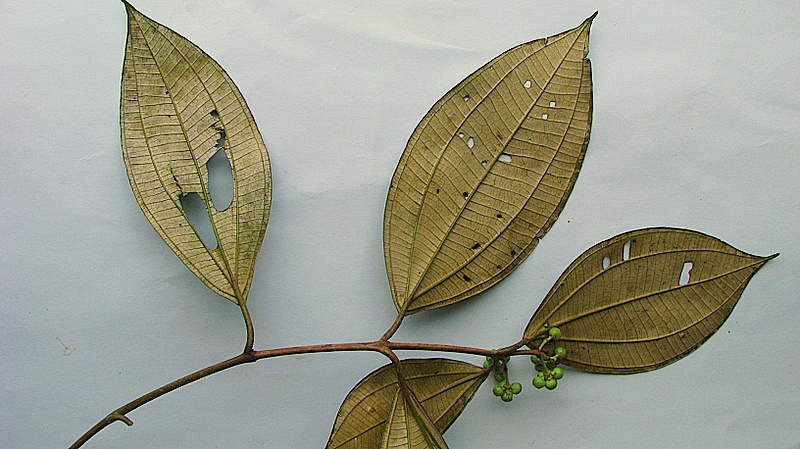